# Герберт III д’Омуа
Герберт III Старый (фр. Herbert III de Vermandois, dit le Vieux; род. между 910 и 928, умер между 980 и 985) — граф Омуа с 943 года из династии Гербертинов (Каролингов).
Сын Герберта II де Вермандуа и Адели Французской, дочери короля Роберта I.
По завещанию отца получил графство Омуа. После смерти брата Роберта (967) присоединил к своим владениям долину Марны между Ио и Эперне (Мо и Труа).
Сблизился с королём Лотарем, от которого получил титул пфальцграфа (968) и графство Реймс.
В 951 году женился на 48-летней Огиве Уэссекской, дочери английского короля Эдуарда Старого и вдове французского короля Карла Простоватого (которого отец Герберта III заточил в темницу, где тот и умер).
Детей у Герберта III не было, и когда он умер, король Лотарь разделил его владения между его племянниками — Эдом I де Блуа и графом Труа и Мо Гербертом II.